# Dylan (2007)
Dylan (reso graficamente come DYLAN sulla copertina) è una compilation di Bob Dylan, pubblicata il 1º ottobre 2007.

## Tracce
La raccolta è stata pubblicata in tre versioni: un disco singolo comprendente 18 tracce, un'edizione di tre dischi contenente 51 tracce, e un'edizione deluxe dei tre dischi in vinile, insieme a 10 cartoline e un booklet estensivo.
Tutte le canzoni sono state scritte da Bob Dylan, eccetto dove segnalato diversamente. Sono rappresentati tutti i suoi album in studio ufficiali eccetto tre.

### Disco singolo
Testi e musiche di Bob Dylan, tranne dove diversamente specificato.
1. Blowin' in the Wind – 2:47
2. The Times They Are a-Changin' – 3:13
3. Subterranean Homesick Blues – 2:20
4. Mr. Tambourine Man – 5:26
5. Like a Rolling Stone – 6:09
6. Maggie's Farm – 3:56
7. Positively 4th Street – 3:54
8. Just Like a Woman – 4:51
9. Rainy Day Women#12 & 35 – 4:36
10. All Along the Watchtower – 2:33
11. Lay Lady Lay – 3:19
12. Knockin' on Heaven's Door – 2:33
13. Tangled Up in Blue – 5:42
14. Hurricane (Dylan, Jacques Levy) – 8:34
15. Make You Feel My Love – 3:33
16. Things Have Changed – 5:09
17. Someday Baby – 4:56
18. Forever Young – 4:55

#### Bonus Disc Edizione Limitata
1. Most Likely You Go Your Way (And I'll Go Mine) (Mark Ronson Remix) - 3:41
2. Most Likely You Go Your Way (And I'll Go Mine) - 3:29

### Edizione tre dischi

#### Disco 1
1. Song to Woody – 2:42
2. Blowin' in the Wind – 2:48
3. Masters of War – 4:33
4. Don't Think Twice, It's All Right – 3:39
5. A Hard Rain's A-Gonna Fall – 6:51
6. The Times They Are a-Changin' – 3:14
7. All I Really Want to Do – 4:05
8. My Back Pages – 4:23
9. It Ain't Me Babe – 3:34
10. Subterranean Homesick Blues – 2:19
11. Mr. Tambourine Man – 5:26
12. Maggie's Farm – 3:56
13. Like a Rolling Stone – 6:09
14. It's All Over Now, Baby Blue – 4:14
15. Positively 4th Street – 3:54
16. Rainy Day Women#12 & 35 – 4:35
17. Just Like a Woman – 4:52
18. Most Likely You Go Your Way (And I'll Go Mine) – 3:29
19. All Along the Watchtower – 2:31

#### Disco 2
1. You Ain't Going Nowhere – 2:44
2. Lay, Lady, Lay – 3:19
3. If Not for You – 2:41
4. I Shall Be Released – 3:03
5. Knockin' on Heaven's Door – 2:31
6. On a Night Like This – 2:58
7. Forever Young – 4:56
8. Tangled Up in Blue – 5:41
9. Simple Twist of Fate – 4:17
10. Hurricane (Dylan, Jacques Levy) – 8:34
11. Changing of the Guards – 6:34
12. Gotta Serve Somebody – 5:24
13. Precious Angel – 6:33
14. The Groom's Still Waiting at the Altar – 4:05
15. Jokerman – 6:17
16. Dark Eyes – 5:07

#### Disco 3
1. Blind Willie McTell – 5:54
2. Brownsville Girl (Dylan, Sam Shepard) – 11:05
3. Silvio (Dylan, Robert Hunter) – 3:07
4. Ring Them Bells – 3:01
5. Dignity – 5:37
6. Everything Is Broken – 3:15
7. Under the Red Sky – 4:10
8. You're Gonna Quit Me (traditional arr. Dylan) – 2:48
9. Blood in My Eyes (traditional arr. Dylan) – 5:04
10. Not Dark Yet – 6:30
11. Things Have Changed – 5:09
12. Make You Feel My Love – 3:34
13. High Water (For Charley Patton) – 4:04
14. Po' Boy – 3:07
15. Someday Baby – 4:56
16. When the Deal Goes Down – 5:01

### Download Edition Bonus Tracks
1. Most Likely You Go Your Way (And I'll Go Mine) (Mark Ronson Remix) - 3:41
2. Blowin' in the Wind (live) - 7:10
3. Tryin' to Get to Heaven (live) - 5:09
4. Can't Wait (live)- 5:56